# Paweł Smakulski
Paweł Smakulski (ur. 18 stycznia 1983 w Gdańsku) – polski kompozytor, producent muzyczny, multiinstrumentalista, aranżer. Współzałożyciel, gitarzysta oraz klawiszowiec w zespole Proghma-c. W latach 2010–2018 związany z zespołem Golden Life. Obecnie współpracuje, m.in. z Sarsą.

## Dyskografia
| Rok  | Album                                  | Uwagi                                                  | Źródło |
| ---- | -------------------------------------- | ------------------------------------------------------ | ------ |
| 1999 | Nocturn – Anthems In Favour of Atropos | gitary, kompozycja                                     | [ 1 ]  |
| 2005 | Proghma-c – Down In A Spiral (EP)      | gitary, kompozycja                                     | [ 2 ]  |
| 2009 | Proghma-c – Bar do Travel              | gitary, syntezatory, kompozycja                        | [ 3 ]  |
| 2012 | Golden Life – AQQ akustycznie...       | gitary, banjo, mandolina, steel guitar, współprodukcja | [ 4 ]  |
| 2017 | Golden Life – 7                        | gitary, klawisze, kompozycja, współprodukcja           | [ 5 ]  |
| 2017 | Sarsa – Pióropusze                     | kompozycja z Sarsą, współprodukcja                     | [ 6 ]  |
| 2019 | Sarsa – Zakryj                         | kompozycja z Sarsą, współprodukcja                     | [ 7 ]  |
| 2022 | Sarsa – Runostany                      | kompozycja z Sarsą, współprodukcja                     | [ 8 ]  |
| 2023 | Sarsa – *jestem marta                  | kompozycja z Sarsą, produkcja                          | [ 9 ]  |

## Nagrody i wyróżnienia
| Rok  | Nagroda                        | Uwagi                       | Źródło |
| ---- | ------------------------------ | --------------------------- | ------ |
| 2020 | American Tracks Music Awards   | Best Original Song – PM 2.5 | [ 10 ] |
| 2020 | European Cinematography Awards | Best Singer/Voice – PM 2.5  | [ 10 ] |
| 2020 | Gold Movie Awards 2020         | Best sound – PM 2.5         | [ 11 ] |
| 2020 | Barcelona Planet Film Festival | Best Soundtrack – PM 2.5    | [ 10 ] |
| 2019 | Złota Płyta                    | Sarsa – Zakryj – album      | [ 12 ] |
| 2019 | Platynowa Płyta (podwójnie)    | Sarsa – Tęskno mi – singiel | [ 12 ] |
| 2019 | Platynowa Płyta (potrójnie)    | Sarsa – Zakryj – singiel    | [ 12 ] |
| 2018 | Złota Płyta                    | Sarsa – Volta – singiel     | [ 13 ] |
| 2018 | Złota Płyta                    | Sarsa – Pióropusze – album  | [ 13 ] |

## Muzyka filmowa
| Rok  | Tytuł              | Reżyseria            | Uwagi                                                                         | Źródło |
| ---- | ------------------ | -------------------- | ----------------------------------------------------------------------------- | ------ |
| 2020 | PM 2.5             | Piotr Biedroń        | muzyka, programowanie, współprodukcja                                         | [ 14 ] |
| 2020 | Good Job           | Piotr Biedroń        | muzyka, programowanie, współprodukcja                                         | [ 14 ] |
| 2020 | Jak zostać gwiazdą | Anna Wieczur-Bluszcz | wykonanie muzyki (programowanie instrumenty perkusyjne, gitary), orkiestracja | [ 14 ] |
| 2017 | Volta              | Juliusz Machulski    | piosenka tytułowa, muzyka, współprodukcja                                     | [ 14 ] |